# Compton (álbum)
Compton: a Soundtrack by Dr. Dre es el tercer álbum de estudio del rapero estadounidense Dr. Dre. Salió a la venta el 7 de agosto de 2015, una semana antes de Straight Outta Compton.

## Producción
Durante una entrevista el 1 de agosto de 2015 en la emisora de radio Power99FM, Ice Cube anuncia que Dr. Dre va a publicar un nuevo álbum. El mismo día, Dr. Dre confirma en otra emisora que el nuevo álbum sale a la venta el 7 de agosto de 2015. Dr. Dre también hizo referencia al álbum Detox diciendo que no lo va a publicar porque el resultado no le satisface.
El álbum se inspira de la película sobre el grupo de rap N.W.A., Straight Outta Compton. Se trata de un álbum de estilo recopilación que cuenta con la participación de Eminem, Snoop Dogg, Kendrick Lamar y The Game, entre otros.

## Lista de canciones
| N.º | Título                                                                     | Escritor(es) | Duración |  |
| 1.  | «Intro»                                                                    |              |          |  |
| 2.  | «Talk About It» (featuring King Mez and Justus)                            |              |          |  |
| 3.  | «Genocide» (featuring Kendrick Lamar, Marsha Ambrosius and Candice Pillay) |              |          |  |
| 4.  | «It's All on Me» (featuring Justus and BJ the Chicago Kid)                 |              |          |  |
| 5.  | «All in a Day's Work» (featuring Anderson Paak and Marsha Ambrosius)       |              |          |  |
| 6.  | «Darkside/Gone» (featuring King Mez, Marsha Ambrosius and Kendrick Lamar)  |              |          |  |
| 7.  | «Loose Cannons» (featuring Xzibit and Cold 187um)                          |              |          |  |
| 8.  | «Issues» (featuring Ice Cube and Anderson Paak)                            |              |          |  |
| 9.  | «Deep Water» (featuring Kendrick Lamar and Justus)                         |              |          |  |
| 10. | «One Shot One Kill» (Jon Connor featuring Snoop Dogg)                      |              |          |  |
| 11. | «Just Another Day» (The Game featuring Asia Bryant)                        |              |          |  |
| 12. | «For the Love of Money» (featuring Jill Scott and Jon Connor)              |              |          |  |
| 13. | «Satisfiction» (featuring Snoop Dogg, Marsha Ambrosius and King Mez)       |              |          |  |
| 14. | «Animals» (featuring Anderson Paak)                                        |              |          |  |
| 15. | «Medicine Man» (featuring Eminem, Candice Pillay and Anderson Paak)        |              |          |  |
| 16. | «Talking to My Diary»                                                      |              |          |  |

## Samples
- Darkside / Gone contiene un sample de Spirits of Ancient Egypt de Wings.
- Issues contiene un sample de Ince Ince de Selda Bağcan.
- For the Love of Money contiene un sample de Foe tha Love of ' de Bone Thugs-N-Harmony.
- Talkin to My Diary contiene un sample de Lord Have Mercy de Beanie Sigel.
- Talking to My Diary contiene un sample de Dernier domicile connu de François de Roubaix.

## Artículo relacionado
- Straight Outta Compton (película)